# アイナハイナ
座標: 北緯21度16.714分 西経157度44.996分 / 北緯21.278567度 西経157.749933度
アイナハイナ（ハワイ語: ʻĀina Haina）は、アメリカ合衆国ハワイ州ホノルルにある非法人地域である。

## 地理
当地域はオアフ島東部のカラニアナオレ・ハイウェイ 沿いに開発された住居コミュニティである。ワイキキやダイアモンド・ヘッドの東に位置する。
「アイナ・ハイナ」という地名は地域の酪農家で「ハインド・クラーク・デアリー」のオーナーであるロバート・ハインド (酪農家)にちなんだもので、ハワイ語で「ハインドの土地」を意味する。
当地のメイン・ストリートである環状道路「ハインド・ドライブ」も彼にちなんだ名前であるアイナ・ハイナには二つの小学校とショッピングセンターが存在する。
2000年の国勢調査で、アメリカ合衆国国勢調査局はこの地域をホノルル都心部の国勢調査指定地域（CDP）と定義した 。2010年の国勢調査では「イースト・ホノルル」というCDPが新設された。

## 教育
ハワイ州教育省は公立校としてアイナ・ハイナ・エレメンタリー・スクール（Aina Haina Elementary School）を運営している。ホーリー・ネイティビティ・スクール（Holy Nativity School）は米国聖公会の学校で、アイナ・ハイナのThe Church of the Holy Nativityが運営している。
かつて関西外国語大学がトランスパシフィックハワイカレッジという二年制大学を運営していた。このカレッジは1977年に関西外国語大学が「関西外大ハワイ校」として開設したもので、その後「関西外大ハワイカレッジ」となって大学教育を開始し、1998年には「トランスパシフィック・ハワイカレッジ」として発展を遂げたが、2008年をもって閉校するに至った。
その後、当地ではホノルル・ウォルドルフ・スクールが高校を運営していたが、2019年に生徒の募集を停止し、2020年に閉校している。
また、ハワイ州図書館システムがアイナ・ハイナ図書館を運営している。